# Claudia Paz y Paz
Claudia Paz y Paz, née le 7 juin 1966 ou en 1967, est une magistrate et femme politique guatémaltèque. Elle est ministre de la Justice (Procureur général du Guatemala (en)) entre 2010 et 2014, première femme à exercer cette fonction.

## Biographie

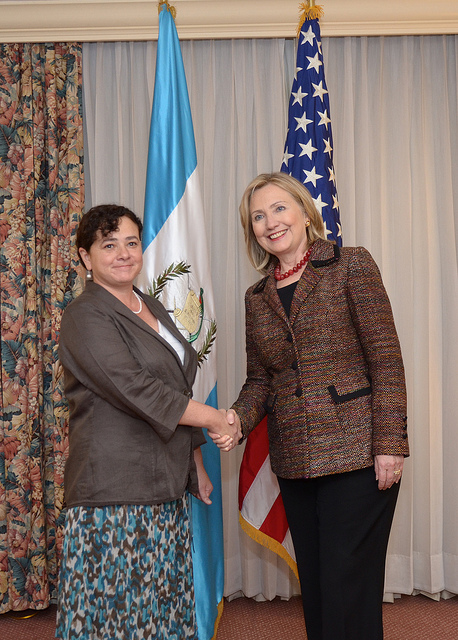
Claudia Paz y Paz (gauche) avec Hillary Clinton.

Experte en droit pénal, elle est notamment connue pour son travail dans la lutte contre la criminalité organisée, la corruption et les violations des droits de l'homme.
En 2012, Forbes a nommé Paz y Paz l'une des « cinq femmes les plus puissantes pour changer le monde ». Elle a également été considérée comme un des principaux candidats pour le prix Nobel de la paix 2013, finalement attribué à l'Organisation pour l'interdiction des armes chimiques.